# Amphipyra reducta
Amphipyra reducta är en fjärilsart som beskrevs av Barend J. Lempke 1949. Amphipyra reducta ingår i släktet Amphipyra och familjen nattflyn. Inga underarter finns listade i Catalogue of Life.